# Liste der Landtagswahlkreise im Saarland
Die Liste der Landtagswahlkreise im Saarland listet alle Wahlkreise zur Wahl des Landtags des Saarlandes auf.

## Aktuell
Dem Landtag des Saarlandes gehören 51 Abgeordnete an. Hiervon werden 41 über die Wahlkreislisten der drei Wahlkreise gewählt. Weitere 10 Abgeordnete werden über Landeslisten gewählt. Innerhalb der Wahlkreise werden die Stimmen nach dem Verfahren von D’Hondt auf die Kandidaten der Kreislisten der Parteien verteilt. Über die Verteilung der Stimmen auf die Landeslisten wird nach § 38 des Landtagswahlgesetzes sichergestellt, dass das Stimmenverhältnis der Parteien und der Mandate proportional ist.

Die drei Landtagswahlkreise des Saarlandes

Die Wahlkreise selbst sind in § 3 des Landeswahlgesetzes geregelt:
- Wahlkreis Saarbrücken: Regionalverband Saarbrücken
- Wahlkreis Saarlouis: Landkreis Saarlouis und Landkreis Merzig-Wadern
- Wahlkreis Neunkirchen: Landkreis Neunkirchen, Landkreis St. Wendel und Saarpfalz-Kreis

## Geschichte
Die Verfassung des Saarlandes regelte 1947 in Artikel 69: „Der Landtag wird nach Ablauf der ersten auf fünf Jahre festgesetzten Legislaturperiode kreisweise neu gewählt. Danach finden alle zwei Jahre in einem der drei Wahlkreise Neuwahlen für sechs Jahre statt.“ Dieses Vorgehen hätte einen kontinuierlichen Wahlkampf bewirkt. Bereits durch Gesetz vom 10. April 1953 wurde die Verfassung dahingehend geändert, dass der gesamte Landtag alle fünf Jahre neu zu wählen ist.